# Граф Кинкардин
Граф Кинкардин (англ. Earl of Kincardine) — аристократический титул в системе Пэрства Шотландии. Титул был создан в 1647 году для Эдварда Брюса (ум. 1662).
Чарльз Брюс, 9-й граф Кинкардин (1732—1771), унаследовал титул графа Элгина в 1747 году. До настоящего времени титулы графов Элгин и Кинкардин объединены.

## Графы Кинкардин (1647)
- 1647—1662: Эдвард Брюс, 1-й граф Кинкардин (ум. 1662), старший сын сэра Джорджа Брюса и Мэри Престон;
- 1662—1680: Александр Брюс, 2-й граф Кинкардин (ок. 1629 — 9 июля 1680), младший брат предыдущего;
- 1680—1705: Александр Брюс, 3-й граф Кинкардин (5 июня 1666 — 10 ноября 1705), второй сын предыдущего;
- 1705—1706: Александр Брюс, 4-й граф Кинкардин (ум. 10 октября 1706), единственный сын Роберта Брюса, лорда Брумхолла (ум. 1652), и внук сэра Джорджа Брюса (ум. 1625);
- 1706—1718: Роберт Брюс, 5-й граф Кинкардин (ок. 1660—1718), старший сын предыдущего;
- 1718—121: Александр Брюс, 6-й граф Кинкардин (19 января 1662—1721), второй сын 4-го графа Кинкардина;
- 1721—1740: Томас Брюс, 7-й граф Кинкардин (19 марта 1663 — 23 марта 1740), младший сын 4-го графа Кинкардина;
- 1740—1740: Уильям Брюс, 8-й граф Кинкардин (1710 — 8 сентября 1740), сын предыдущего;
- 1740—1771: Чарльз Брюс, 5-й граф Элгин, 9-й граф Кинкардин (6 июля 1732 — 14 мая 1771), старший сын предыдущего;
- 1771—1771: Уильям Роберт Брюс, 6-й граф Элгин, 10-й граф Кинкардин (28 января 1764 — 15 июля 1771), старший сын предыдущего;
- 1771—1841: Томас Брюс, 7-й граф Элгин, 11-й граф Кинкардин (20 июля 1766 — 14 ноября 1841) — второй сын 9-го графа Кинкардина;
- 1841—1863: Джеймс Брюс, 8-й граф Элгин, 12-й граф Кинкардин (20 июля 1811 — 20 ноября 1863), старший сын предыдущего от второго брака;
- 1863—1917: Виктор Александр Брюс, 9-й граф Элгин, 13-й граф Кинкардин (16 мая 1849 — 18 января 1917), старший сын предыдущего;
- 1917—1968: Эдвард Джеймс Брюс, 10-й граф Элгин, 14-й граф Кинкардин (8 июня 1881 — 27 ноября 1968), старший сын предыдущего;
- 1968 — настоящее время: Эндрю Дуглас Александер Томас Брюс, 11-й граф Элгин, 15-й граф Кинкардин (род. 17 февраля 1924), старший сын предыдущего;
  - Наследник: Чарльз Эдвард Брюс, лорд Брюс (род. 19 октября 1961), старший сын предыдущего;
    - Второй наследник: Джеймс Эндрю Чарльз Роберт Брюс, мастер Брюс (род. 16 ноября 1991), старший сын предыдущего.